# Jared Harris
Jared Francis Harris (født 24. august 1961) er en engelsk skuespiller, som bl.a. har spillet med i film som Benjamin Buttons Forunderlige Liv og Lady in the Water. Jared Harris er søn af den afdøde irske skuespiller Richard Harris. Han spillede Lane Pryce i den prisbelønnede tv-serie Mad Men.

## Filmografi i udvalg
- Smoke (1995)
- I Shot Andy Warhol (1996)
- Happiness (1998)
- Lost in Space (1998)
- Igby Goes Down (2002)
- Mr. Deeds (2002)
- Resident Evil: Apocalypse (2004)
- Ocean's Twelve (2004)
- Lady in the Water (2006)
- Benjamin Buttons Forunderlige Liv (2008)
- The Mortal Instruments: Dæmonernes by (2013)
- The Man from U.N.C.L.E. (2015)
- Allied (2016)
- The Crown (2016)

## Ekstern henvisning
- Jared Harris på Internet Movie Database (engelsk)
- Jared Harris på Filmdatabasen
- Jared Harris på Scope
- Jared Harris på Svensk Filmdatabas (svensk)
- Jared Harris på AlloCiné (fransk)
- Jared Harris på AllMovie (engelsk)
- Jared Harris på The Movie Database (engelsk)